# Якты-Куль (Мелеузовский район)
Якты́-Куль (баш. Яҡты Күл) — деревня в Мелеузовском районе Республики Башкортостан Российской Федерации. Входит в состав  Араслановского сельсовета. Проживают башкиры.

## География
Находится на берегу реки Белой.

### Географическое положение
Расстояние до:
- районного центра (Мелеуз): 11 км,
- центра сельсовета (Смаково): 4 км,
- ближайшей ж/д станции (Мелеуз): 11 км.

## Население
| 1939 | 1959 | 1989 | 2002 | 2009 | 2010 |
| ---- | ---- | ---- | ---- | ---- | ---- |
| 136  | 179  | 167  | 87   | 99   | 89   |

### Национальный состав
Согласно переписи 2002 года, преобладающая национальность — башкиры (95 %).

## История
В 1927 году на землях между реками Агидель и Нугуш появилась новая башкирская деревня потомков Шагали Шахмана – Якты-Куль. Возникла она после собрания жителей деревни Большемукачево, для того чтобы не отдать красивейшие местные земли выходцам из чужих краев.  В связи с этим 8 семей основали эту деревню: 
1. Шагманов Султангерей Зайнетдинович; 
2. Шагманов Зулькарнай Зайнетдинович; 
3. Шагманов Салимгарей Зулькарнаевич; 
4. Ихсанов Сагидулла Сахиевич; 
5. Хисаметдинов Тимергали Гибадуллович; 
6. Уразбаев Ражап Ахтямович; 
7. Ишмухаметов Гиният Гиззатович; 
8. Имамов Аллабирды Давлетбирдыевич. 
Местными аксакалами были приглашены и несколько семей из деревень Саитово и Шарипово.
Из Саитово: 
1. Татлыбаев Сайфулла; 
2. Алимгужин Мурза; 
3. Кутлубаев Карим; 
4. Култубаев Гумер. 
Из Шарыпово: 
Ибрагимов (Яманаев) Гиният Ахмадуллович. 
Многие из этих семей были прямыми потомками Шагали Шахмана, легендарного князя тамьянского племени, жившего в XVI веке. 
Родословная одной из семей: Шагали Шахман (князь) – Буралы – Илсекей – Телевкей – Мукас (основатель Мукачево) – Сатлык – Канбулат – Иҙәге – Сайфелмулюк – Зайнетдин – Султангерей – Арысланбек – Тимербулат – Радик. 
Как видно из родословной, одним из предков был Мукас, в честь которого были названы Большемукачево и Маломукачево. 

## Ветераны Великой Отечественной войны 1941-1945 гг.
1. Абдулов Гибадулла Абдуллович
2. Алимгузин Минигали Мурдашевич
3. Гаиткулов Адигам Идрисович
4. Гаиткулов Адгам Исмагилович
5. Гаиткулов Аксан Ильясович
6. Гаиткулов Ахмет Минигалиевич
7. Гаиткулов Ильяс Исмагилович
8. Гаиткулов Нургали Исмагилович
9. Гаиткулов Хасан Ильясович
10. Гаиткулов Хасан Каримович
11. Ибрагимов Гиният Ахмадулович
12. Иксанов Габбас Сагитович
13. Иксанов Сагит Сахеевич
14. Имамов Аллабирде Давлетбирдиевич
15. Ишмухаметов Гиният Гиззатович
16. Мавлютов Хайретдин Загретдинович
17. Разяпов Нургали Кутлуахметович
18. Саитов Мустафа Сафович
19. Султанов Арасланбек Султангареевич
20. Татлыбаев Сайфулла Гарифуллович
21. Уразбаев Ильяс Яхиевич
22. Уразбаев Нурфаиз Яхиевич
23. Уразбаев Рязап Ахтямович
24. Хисамутдинов Аксан Тимергалиевич
25. Хисамутдинов Нугуман Тимергалеевич
26. Хисамутдинов Нургали Тимергалиевич
27. Хисамутдинов Саитгали Мурзагалиевич
28. Хисамутдинов Сафаргали Сынтимерович
29. Хисамутдинов Сынтимер Тимергалиевич
30. Хисамутдинов Хайдар Тимергалиевич
31. Шагманов Тимербулат Султангареевич
32. Шагманов Саитгарей Султангареевич
33. Явгильдин Хабир Вагапович